# Жоголев, Евгений Андреевич
Евгений Андреевич Жоголев (1930—2003) — математик, кибернетик, программист, доктор физико-математических наук, профессор МГУ.

## Биография
Отец (Андрей Григорьевич), выходец из семьи крестьян, был специалистом по садоводству и огородничеству. Мать (Евдокия Ивановна), — домохозяйка. Окончил среднюю школу № 1 в родном городе Сенгилей. Учился на механико-математический факультет МГУ (1947—1952) по кафедре вычислительной математики.
Кандидат физико-математических наук (1963), тема диссертации: «О логических структурах и математическом обслуживании малых цифровых автоматических машин» (научный руководитель М. Р. Шура-Бура. Доктор физико-математических наук (1984), тема диссертации: «Многоязычная система модульного программирования».
Учёные звания: старший научный сотрудник (1966), доцент (1972), профессор (1989).
Работал в МГУ (1952–2003): на кафедре вычислительной математики механико-математического факультета (1952–1955) — старший лаборант, младший научный сотрудник; в Вычислительном центре МГУ (1955–1982) в должностях от младшего научного сотрудника до заведующего отделом  и заведующего лабораторией (1982—1986). Профессор кафедры системного программирования факультета ВМК МГУ (1986—2003).
Жоголев — один из первых отечественных программистов. Участвовал в разработке системы стандартных подпрограмм на ЭВМ М-2 (1954–1956). В рамках этой системы разработал загрузчик подпрограмм. Разработал стандартную составляющую программу (редактор связей) для ЭВМ «Стрела» (1957–1959). Разработал систему команд и базовое программное обеспечение для малой троичной] ЭВМ «Сетунь» (1957—1961). Предложил алгоритм синтаксического анализа и методику построения синтаксически управляемых трансляторов (1961—1965). Сформулировал и развил принципы многоязычной системы модульного программирования СИМПР (1964–1987). Разработал концепцию систем обосновательного гиперпрограммирования в качестве некоторого семейства инструментальных систем программирования. Для систем графического гиперпрограммирования предложил новую модель формальных графических грамматик.
С 1950-х годов вёл педагогическую работу в МГУ сначала на механико-математическом факультете, а затем на факультете ВМК. С начала 1960-х читал курсы «Технология программирования», «Инструментальные системы программирования». Соавтор первого отечественного учебника по программированию для высшей школы.
Заслуженный профессор МГУ (1997). Заслуженный работник высшей школы Российской Федерации (2002). Награждён медалями «За трудовую доблесть» (1961), «В ознаменование 100-летия со дня рождения Владимира Ильича Ленина» (1970), «Ветеран труда» (1985), «В память 850-летия Москвы» (1997). Награждён Большой серебряной медалью ВДНХ за участие в разработке малой цифровой вычислительной машины «Сетунь» (1962).
Подготовил 15 кандидатов наук и 1 доктора наук.
Опубликовал более 120 работ. Основные труды: учебные пособия «Курс программирования» (соавт., 1964), «Основы автоматизированного программирования» (соавт., 1979), «Лекции по технологии программирования» (2001).